# Ґліцинія
Гліцинія (від грец. γλυκός — «солодкий»), також вістарія, вістерія (Wisteria) — рід ліаноподібних дерев'янистих рослин у країнах Східної Азії та східній частині США, також поширених у культурі по цілому світу.
Мають гарний цвіт довжиною 10—18 см, переважно бузкового, рожевого або білого кольорів. Цвітіння починається навесні у країнах Європи та Азії і наприкінці літа у США.

## Етимологія
Назва вістарія походить від прізвища американського вченого, професора анатомії Пенсільванського університету Каспара Вістара, (1761—1818). Деякий час назву вимовляли та писали як вістарія (Wistaria), проте Міжнародним кодексом ботанічної номенклатури вона встановлена в написанні Wisteria.

## Характеристика

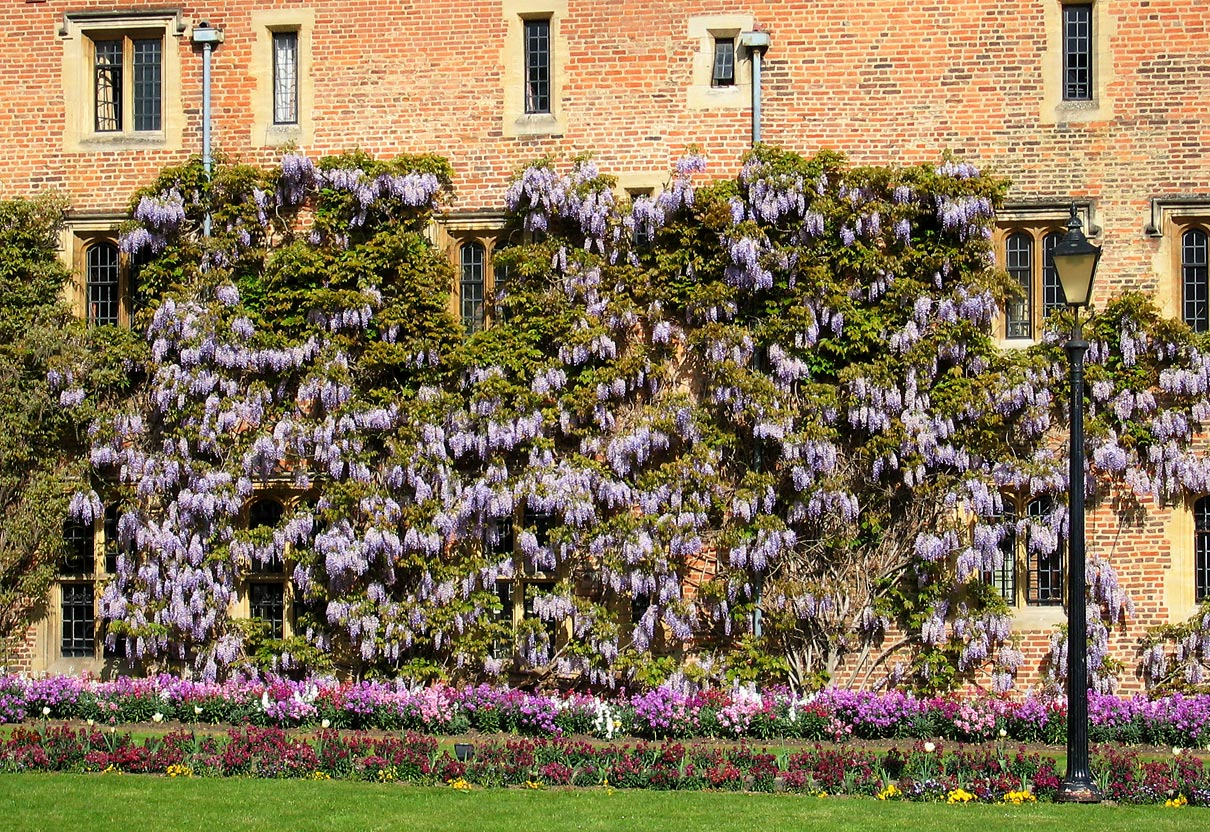
Гліцинія китайська в Кембриджі, Англія

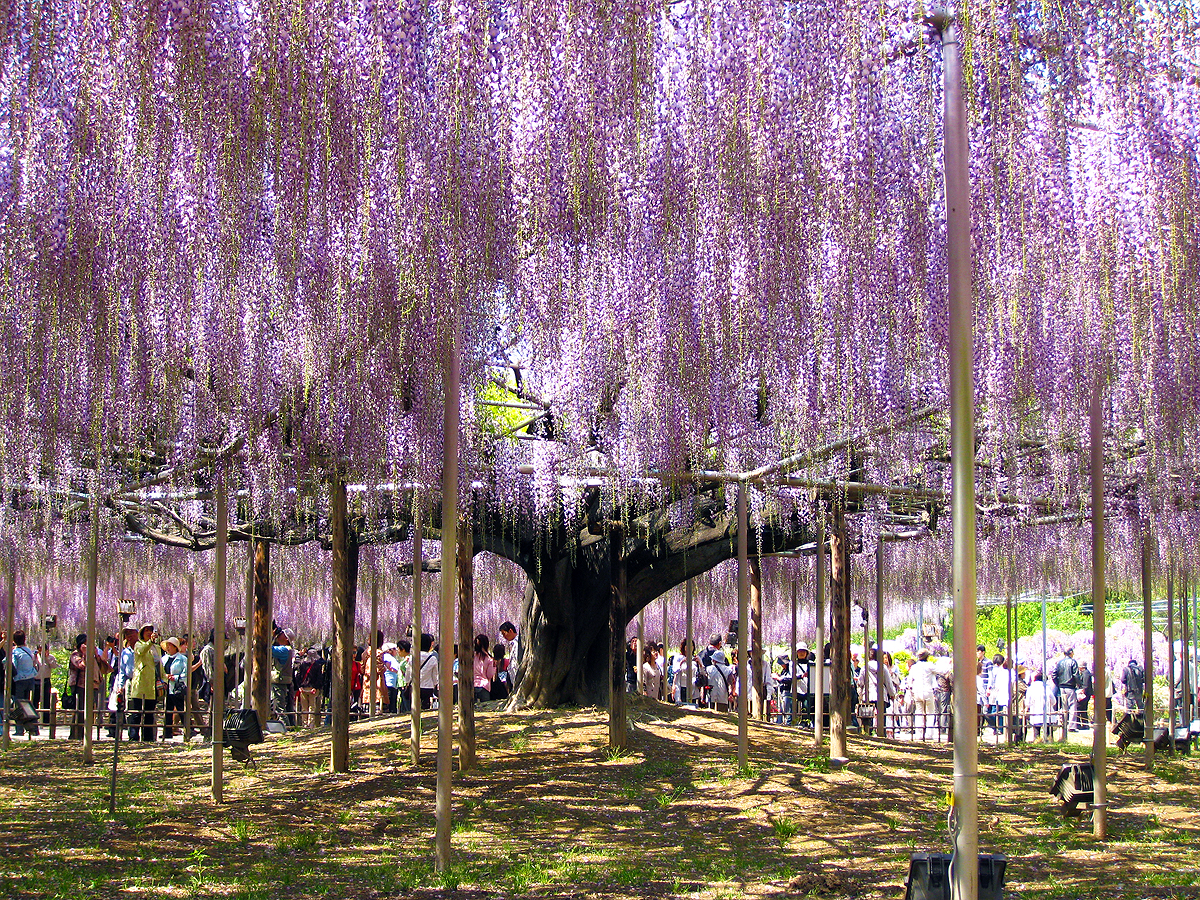
Найбільша гліцинія японська в Японії

Гліцинії в цілому є великими дерев'янистими листопадними ліанами. Серед видів найбільш поширена гліцинія китайська (Wisteria sinensis). Інший вид, що росте в Японії, гліцинія японська (Wisteria floribunda), також поширений у культурі. Багаторічна добре розвинена рослина має висоту до 15—18 м, з пониклими гілками-ліанами, з 7—13 непарноперистими листочками завдовжки до 30 см. Квітне навесні, в кінці березня — утворюються фіолетові запашні квіти, зібрані в повислі китиці.

## Поширення
Гліцинії зустрічаються в лісах провінцій Хубей і Сичуань в Китаї. Широко використовуються в декоративному садівництві по всьому світі, але переважно у вологих субтропіках. У садівничій культурі створені форми гліциній з білими, світло- і темно-фіолетовими квітками. В Україні культивують гліцинію на Чорноморському узбережжі Криму та на Закарпатті, також зростає в ботанічному саду ім. О. Фоміна та в інших місцях. На півдні США акліматизовані гліцинії поширені не лише в культурі, але й у дикій природі.

## Вирощування
Популярна в садах ліана. Більшість сортів морозостійкі до -20°С, деякі витримують до -35°С. Швидко нарощує зелену масу, вимагає підрізування двічі на рік. Часто ламає власну опору.
Щедре підживлення з надлишком азоту може привести до затримки цвітіння. Зазвичай на дозрівання рослини потрібно кілька років. Дозрівання і, відповідно, цвітіння можуть стимулювати невеликі пошкодження стовбура, обрізання, підрізання коренів, стрес від посухи.

## Розмноження
Гліцинія розмножується живцями, зеленими пагонами, кореневими відводками, повітряними відводками і насінням. При насіннєвому розмноженні сортові ознаки, як правило, не передаються.

## Цікаві факти
Щороку помилуватися квітками цієї рослини з'їжджаються японці на традиційне «ганасанпо».